# Saint-Patrice
Saint-Patrice foi uma comuna francesa na região administrativa do Centro, no departamento Indre-et-Loire. Estendia-se por uma área de 16,94 km². Em 2010 a comuna tinha 1 952 habitantes (densidade: 115,2 hab./km²).
Em 1 de janeiro de 2017, passou a formar parte da nova comuna de Coteaux-sur-Loire.